# 陶雷修姆

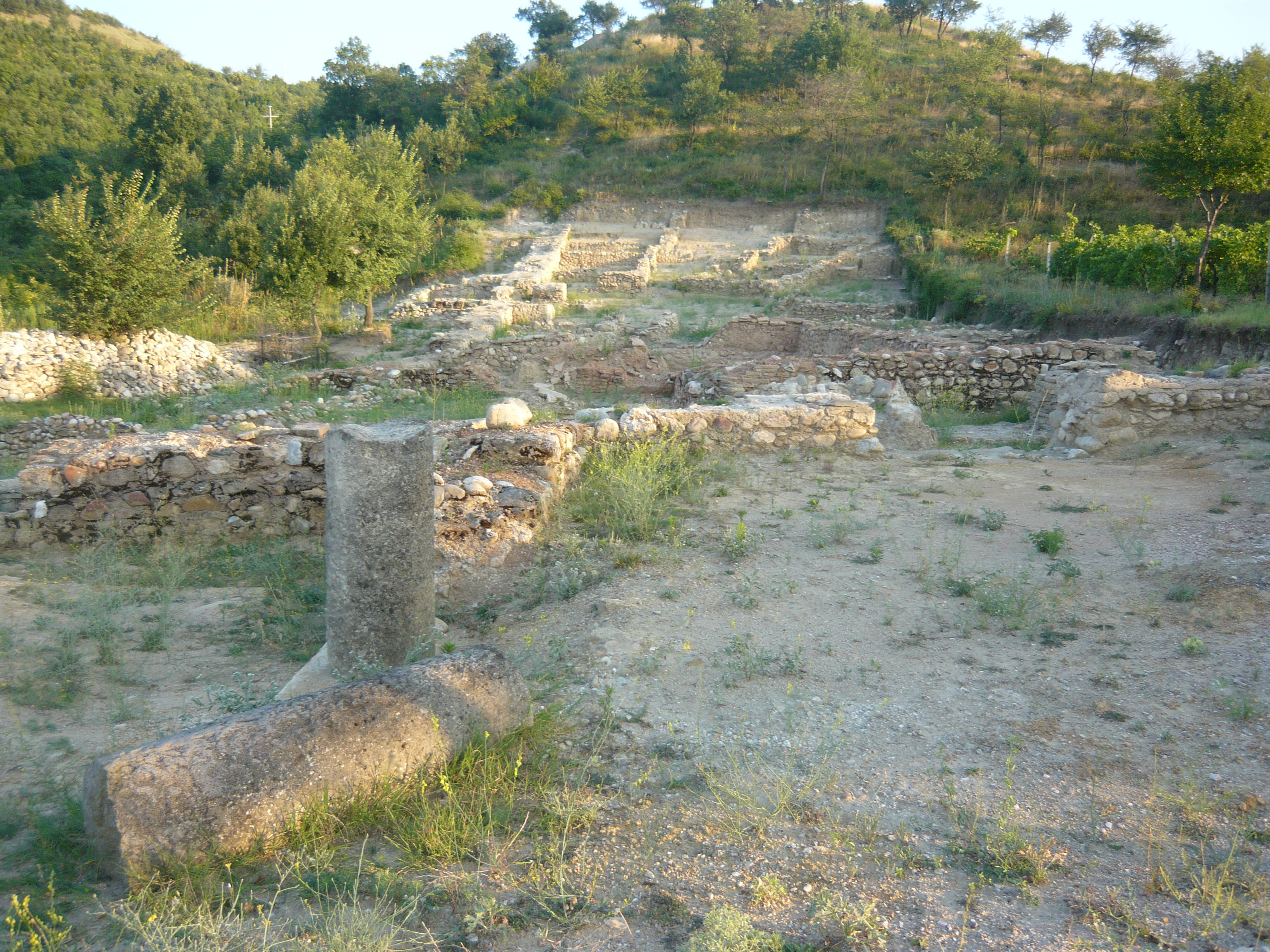
陶雷修姆遺址

陶雷修姆是位於北馬其頓共和國首都斯科普里郊區的一個考古遺址。陶雷修姆是东羅馬帝國皇帝查士丁尼一世（482年）和東哥德王國國王狄奧達哈德（480年）的出生地點。

## 外部連結
- tauresium.info（页面存档备份，存于） - web page dedicated to Tauresium.